# 上海市同济黄浦设计创意中学
上海市同济黄浦设计创意中学前身是浦光中學，是中華人民共和國上海市黃浦區一所公办高級中學。

## 歷史
浦光中學最初為1902年（一說1901年）由中華基督教青年會創辦的青年會中學。當時為一所專修英文的學校，學校地址位於南京東路保安司徒廟附近。1903年搬遷並增加國文課。1907年，青年會中學又搬遷至四川路。1951年，青年會中學與青年會脫離並更名為浦光中學，寓意“黄浦之光”。1953年被政府接管，並更名為上海市立浦光中學。1956年，修文中學併入。1964年，高中部被劃入浦明中學，學校改成浦光初級中學。1969年，虎丘中學併入。1979年，恢復完全中學，名稱改回浦光中學。
2017年，黄浦区教育局与同济大学设计创意学院合作，將原為完全中學的浦光中學改制為普通高中上海市同济黄浦设计创意中学。校址两处，分别为原浦光中学的四川中路599号和新校址虎丘路95号。

## 外部連結
- 官方网站